# 40М Turan
40M «Туран» (угор. 40M Turán) — угорський середній танк періоду Другої світової війни. Створений в 1940 р. на основі чехословацького танка T-21, розробленого фірмою «Шкода». «Туран» випускався серійно з квітня 1942 по 1944 рік; всього, за різними даними, було випущено від 424 до 459 танків, не рахуючи прототипів. «Туран» став найчисленнішим угорським танком Другої світової війни та складав основу угорських танкових дивізій в другій половині війни, активно застосовувався в боях 1944–1945 років.

## Історія створення
Легкий танк «Толді», що надійшов у серійне виробництво в 1940 р., частково задовольнив потреби угорських бронетанкових сил що створювалися в той час, але військовим був необхідний і більш важкий танк, з кращим озброєнням та захищеністю. Потреби власної армії в цьому танку, як показують цифри замовлень, які намагалися розмістити угорці в різних країнах, оцінювалися командуванням в 180 машин. Як і у випадку з «Толді», новий танк вирішили шукати за кордоном, однак перші спроби успіхом не увінчалися. Шведська фірма «Ландсверк», яка раніше продала Угорщині ліцензію на виробництво «Толді», з замовленою їй розробкою середнього танка не впоралася. Спроба отримати танк в Німеччині 1939 року також не принесла результату — німці самі відчували гострий брак середніх танків Pz.Kpfw. III і Pz.Kpfw. IV, так що відмовили угорцям не лише в розміщенні замовлення на 180 Pz.Kpfw. IV, але навіть і в передачі хоча б одного зразка цього танка. Переговори з Італією про продаж ліцензії на виробництво їх середнього танка M13/40 затягувалися, і хоча до літа 1940 року сторони досягли згоди, необхідність в італійському танку до того часу вже відпала.
Зразком для угорського середнього танка в підсумку став T-21, створений чехословацької фірмою «Шкода» для армії Чехословаччини на основі свого ж власного легкого танка LT vz.35. Кілька зразків останнього були захоплені угорськими військами при окупації Чехословаччини та отримали високі оцінки військових фахівців, тому було вирішено звернутися до «Шкоди», на якій до моменту окупації закінчувалися роботи над першим прототипом T-21. Зразок отримав високі оцінки фахівців Інституту військової техніки, які визнали його найкращим з реально доступних середніх танків. Німців, на чиїй частині Чехословаччини перебувала «Шкода», T-21, на відміну від легкого LT vz.38, зовсім не цікавив, і проти передачі його угорцям вони не заперечували, але й попросту розмістити замовлення на 180 танків на «Шкоді», як спочатку планувалося, не вийшло, оскільки та була повністю завантажена виконанням замовлень вермахту.
Дослідний зразок T-21 прибув в Будапешт 10 червня 1940 року та вступив до розпорядження Інституту військової техніки. Під час випробувань на Центральному полігоні Хонведшега танк пройшов 800 км без поломок, і після їх завершення 10 липня був рекомендований до прийняття на озброєння після внесення в конструкцію низки змін. Так, було рекомендовано довести лобове бронювання до 35 мм, відповідно до німецьких поглядів на тактику застосування танків, котрі служили в той час зразком для угорців, збільшити число членів екіпажу в башті з двох до трьох та встановити командирську башточку, а також внести ряд дрібних змін. Замість чехословацької 47-мм гармати вже на випробуваннях була встановлена угорська 40-мм 41.M, також угорськими зразками було вирішено замінити кулемети та двигун. У загальній складності в конструкцію танка було внесено понад 200 різних змін. Остаточно ліцензійний договір з фірмою «Шкода» був підписаний 7 серпня, а 28 листопада 1940 року модифікований танк був прийнятий на озброєння Угорської армії під позначенням 40.M. Танк отримав також власне ім'я — «Туран», на честь історичної прабатьківщини угорців.

## Серійне виробництво та подальший розвиток
| Виробництво танків «Туран» | Виробництво танків «Туран» | Виробництво танків «Туран» |
| Рік                        | «Туран I»                  | «Туран II»                 |
| -------------------------- | -------------------------- | -------------------------- |
| 1942                       | 158; 190                   | —                          |
| 1943                       | 111; 65                    | 99; 120                    |
| 1944                       | 16; 24                     | 40; 60                     |
| всього                     | 285; 279                   | 139; 180                   |

Перше замовлення на 230 «Туранів» було видане угорським Міністерством оборони 19 вересня 1940 року. Виробництво повинні були здійснювати чотири фірми: «Манфред Вейсс» — 70, «Мадяр Вагон» — 70, MAVAG — 40 і «Ганц» — 50 машин. Початок робіт сильно затягувався через затримки з поставкою фірмою «Шкода» технічної документації на танк, останній комплект якої був отриманий лише в березні 1941 р., тому перший прототип «Турана» з неброньової сталі був закінчений лише 8 липня того ж року. Перші ж серійні «Турани» зійшли з конвеєрів «Манфред Вейсс» у квітні 1942 р.. Розширення армії та збільшення потреби в «Турані» спричинили замовлення в серпні 1941 року другої партії, з 215 машин, проте перехід до виробництва «Туранів II», в поєднанні з високою ціною машини, вже в тому ж місяці спричинили за собою скорочення замовлення до 207 машин, потім 124 машин в травні 1942 р. і, нарешті, всього лише 55, з яких 12 були проведені «Мадяр Вагон», 24 — «Ганц» і 19 — MAVAG.
Питання про посилення озброєння «Турана» було вперше поставлено ще до початку його виробництва, у травні — червні 1941 року. Для цієї мети була обрана 75-мм гармата 41.M фірми MAVAG, з довжиною ствола 25 калібрів, яка являла собою перероблену польову гармату. Спочатку планувалося встановити на танк і новий 12,7-мм кулемет, розробка якого велася тоді, але він так і не був готовий ні в строк, ні до кінця війни, тому конструктори змушені були повернутися до 8-мм кулемета. Установка гармати зажадала збільшення висоти башти на 45 мм, також модифікований танк отримав нові кулемети 34/40AM Гебауер та деякі дрібні зміни. Нова модифікація отримала позначення «Туран II», танки ж першої модифікації з 40-мм гарматою, щоб відрізнити їх, стали позначатися як «Туран I». Через великий калібр гармати «Туран II» в Угорській армії став класифікуватися як важкий танк.
Перший прототип «Турана II» був закінчений, за різними даними, в січні або лютому 1942 року, а перше замовлення на 90 танків, незабаром збільшений до 102, був виданий «Манфред Вейсс» в липні того ж року. Перші серійні «Туран II» зійшли з конвеєра в січні — лютому 1943 року, і спочатку їх виробництво велося паралельно з «Тураном I». Пізніше замовлення було збільшено до 205 машин, з залученням інших фірм-виробників, а в лютому 1943 року — до 322 машин, проте вже в травні того ж року замовлення було скорочено до 222 машин. Через брак матеріалів та нальотів авіації Союзників випуск бронетехніки в Угорщині був припинений до літа 1944 р.. З 222 замовлених машин були, за одними даними, випущені 180, у тому числі «Манфред Вейсс» — 62, «Мадяр Вагон» — 68 і «Ганц» — близько 50 із замовлених 92; за радянськими ж даними, випуск склав лише 139 машин. Всього, за різними даними, було випущено від 424 до 459 серійних танків обох модифікацій, включаючи командирські варіанти. Найбільший місячний випуск «Турана I» — 24 машини — був відзначений у липні та вересні 1942 року, а найбільший місячний випуск «Турана II», в червні 1943 року, склав 22 машини.
Недостатні протитанкові можливості як 40-мм, так і короткоствольної 75-мм гармат змусили знову зайнятися посиленням озброєння «Турана». Як засіб для цього розглядалася 75-мм 43.M з довжиною ствола 43 калібри та високою початковою швидкістю снаряда, планувалося також довести лобове бронювання танка до 80—95 мм. Нова модифікація отримала позначення «Туран III». Переобладнаний з серійного «Турана I» прототип з 25-мм накладною бронею та макетом гармати був закінчений у серпні 1943 року, а перший прототип «Турана III» був зібраний та пройшов випробування навесні 1944 року, також з макетом гармати, яка все ще не була готова. Припинення виробництва бронетехніки до літа 1944 року, а також проблеми з новою гарматою так і залишили цей прототип в єдиному екземплярі.

## Модифікації
- 40.M Turán I — базовий варіант з 40-мм гарматою, випущено 285 танків, включаючи командирський варіант.
- 40.M Turán I P.K. — командирський варіант із скороченим боєкомплектом та додатковою радіостанцією R/4T.
- 41.M Turán II — варіант з короткоствольною 75-мм гарматою 41.M, випущено 139 одиниць.
- 41.M Turán II P.K. — командирський варіант, позбавлений гармати та баштового кулемета, обладнаний трьома радіостанціями: R/4T, R/5a і FuG 16, закінчений лише один прототип.
- 43.M Turán III — варіант з довгоствольною 75-мм гарматою 43.M та збільшеним бронюванням, закінчений був лише прототип.

## Тактико-технічні характеристики

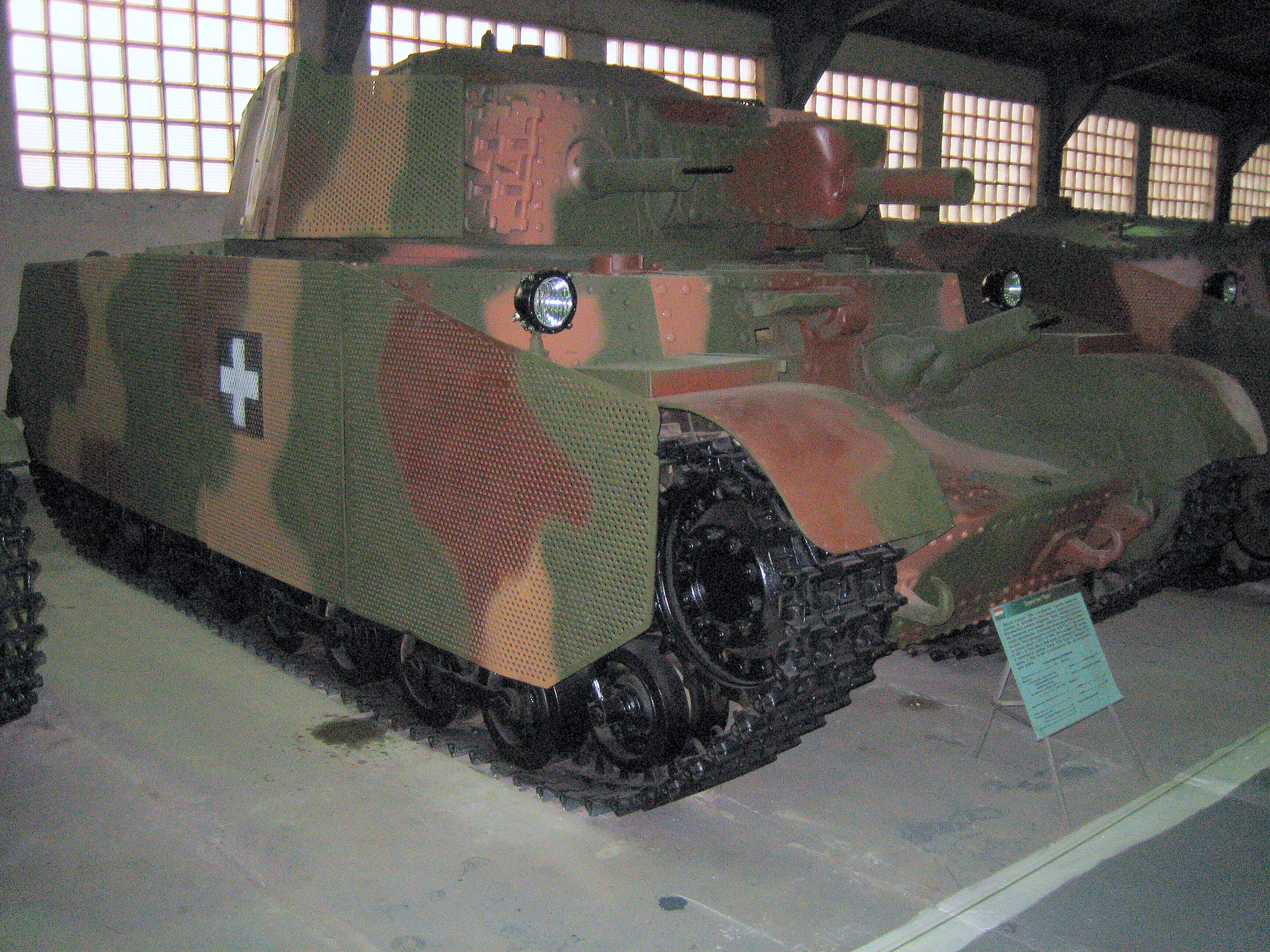
«Туран II», вид з правого борту

| ТТХ різних модифікацій танків T-21 і «Туран» |                               |                                             |                                             |                                              |
|                                              | T-21                          | «Туран I»                                   | «Туран II»                                  | «Туран III»                                  |
| Розміри                                      |                               |                                             |                                             |                                              |
| Довжина з гарматою, м                        | 5,50                          | 5,50                                        | 5,50                                        | н/д                                          |
| Ширина, м                                    | 2,35                          | 2,44                                        | 2,44                                        | 2,44                                         |
| Висота, м                                    | 2,39                          | 2,39                                        | 2,43                                        | н/д                                          |
| Бойова маса, т                               | 16,7                          | 18,2                                        | 19,2                                        | близько 23                                   |
| Екіпаж, осіб                                 | 4                             | 5                                           | 5                                           | 5                                            |
| Бронювання, мм                               |                               |                                             |                                             |                                              |
| Лоб корпусу                                  | 30                            | 50—60                                       | 50—60                                       | 80                                           |
| Борти та корма корпусу                       | 25                            | 25                                          | 25                                          | 25                                           |
| Лоб башти                                    | н/д                           | 50—60                                       | 50—60                                       | 80                                           |
| Дах                                          | н/д                           | 8—25                                        | 8—25                                        | 8—25                                         |
| Днище                                        | н/д                           | 14                                          | 14                                          | 14                                           |
| Озброєння                                    |                               |                                             |                                             |                                              |
| гармата                                      | 47-мм A9                      | 40-мм 41.M                                  | 75-мм 41.M                                  | 75-мм 43.M                                   |
| Кулемети                                     | 2 × 7,92-мм                   | 2 × 8-мм                                    | 2 × 8-мм                                    | 2 × 8-мм                                     |
| Боєкомплект, пострілів/патронів              | н/д                           | 101/1800                                    | 56/1800                                     | н/д                                          |
| Рухливість                                   |                               |                                             |                                             |                                              |
| Двигун                                       | Бензиновий «Шкода», 240 к. с. | Бензиновий 8-циліндровий Turan-Z, 260 к. с. | Бензиновий 8-циліндровий Turan-Z, 260 к. с. | Бензиновий 8-циліндровий Turan-Z, 260 к. сз. |
| Питома потужність, к. с./т                   | 14,5                          | 14,3                                        | 13,5                                        | близько 11,3                                 |
| Максимальна швидкість по шосе, км/год        | 50                            | 47                                          | 43                                          | н/д                                          |
| Запас ходу по шосе, км                       | н/д                           | 165                                         | 150                                         | н/д                                          |
| Питомий тиск на ґрунт, кг/см²                | 0,58                          | 0,61                                        | 0,69                                        | н/д                                          |

## Опис конструкції
«Туран» мав класичну компоновку, з розташуванням моторно-трансмісійного відділення в кормовій, а відділення управління та бойового відділення — у лобовій частині танка. Екіпаж «Турана» складався з п'яти осіб: механіка-водія, стрільця-радиста, навідника, заряджаючого та командира.

### Броньовий корпус та башта
«Туран» мав протиснарядне диференційоване бронювання. Броньовий корпус та башта «Турана» збиралися з катаних листів і плит гомогенної броньової сталі, на каркасі з болтів та заклепок. Всі плити вертикального бронювання «Турана» встановлювалися прямовисно або з незначними кутами нахилу до вертикалі, товщина вертикальної броні лобу корпусу та башти становила, за різними даними, 50—60 мм або лише 50 мм; бортів та корми — 25 мм. Товщина бронелистів днища становила 14 мм, а товщина даху корпусу та башти в різних частинах варіювалася від 8 до 25 мм. З 1944 р. «Туран» почали оснащуватися комплектом 8-мм бортових противокумулятивних екранів за зразком німецьких, але до кінця бойових дій всі танки обладнати ними не встигли.
Для посадки та висадки екіпажу у башті були індивідуальні люки, в бортах — для навідника і заряджаючого, і в даху башточки — для командира. Механік-водій та стрілець-радист мали один люк у даху корпусу над місцем стрільця-радиста, також ряд люків для доступу до агрегатів двигуна та трансмісії був на даху і кормі моторно-трансмісійного відділення.

### Озброєння
Основним озброєнням «Турана» була гармата, 40-мм 41.M 40/51 на «Турані I» або 75-мм 41.M 75/25 на «Турані II». 40-мм напівавтоматична гармата 41.M 40/51 була розроблена фірмою MAVAG на основі 37-мм протитанкових гармат, німецької PaK 35/36 і чехословацької A7, і мала довжину ствола в 51 калібр/2040 мм. Початкова швидкість її бронебійного снаряда становила 800 м/с, маса осколкового снаряда — 0,96 кг, а скорострільність гармати — 12 пострілів на хвилину. Гармата розміщувалася у лобовій частині башти на цапфах в установці, що дозволяла її вертикальну наводку в межах від −10 до +25 °, наведення на ціль здійснювалося за допомогою телескопічного прицілу. Примітною для того часу особливістю «Турана» була наявність у навідника невеликого оптичного далекоміра. Боєкомплект гармати становив 101 унітарний постріл з бронебійними та осколковими снарядами, гармата могла використовувати також боєприпаси до зенітної гармати «Бофорс».
| Таблиця бронепробивності для 40-мм танкової гармати 41.M 40/51, у мм |     |     |      |
| Снаряд \\ Відстань, м | 300 | 600 | 1000 |
| Бронебійний (кут зустрічі 30 °) | 42  | 36  | 30   |
| Слід пам'ятати, що в різний час і в різних країнах використовувалися різні методики визначення бронепробивності. Як наслідок, пряме порівняння з аналогічними даними інших гармат часто виявляється неможливим. |     |     |      |

75-мм напівавтоматична гармата 41.M 75/25 була розроблена на основі польової гармати і мала довжину ствола в 25 калібрів/1875 мм і початкову швидкість бронебійного снаряда в 450 м/с. Установка гармати була аналогічна 40-мм гарматі, але кути вертикального наведення збільшилися до −10… +30 °, а боєкомплект скоротився до, за різними даними, 52 або 56 пострілів з бронебійними та осколково-фугасними снарядами.
Допоміжне озброєння танків «Туран» всіх модифікацій складалося з двох 8-мм кулеметів 34/40AM Гебауер. Один з них знаходився праворуч від гармати в автономній кульовій установці, а другий розміщувався у верхній лобовій бронеплиті корпусу справа та обслуговувався стрільцем-радистом. Обидва кулемета мали телескопічні приціли, разом зі стволом захищені масивними броньовими кожухами. Боєкомплект кулеметів, згідно з більшістю джерел, становив 3000 патронів, хоча деякі джерела наводять цифру в 1800 патронів.

### Засоби спостереження та зв'язку
Засобом спостереження за місцевістю в бойових умовах екіпажу «Турана» служили поворотні перископічні призмові оглядові прилади. По одному приладу мали механік-водій, стрілець-радист, навідник та заряджаючий, а командир танка мав командирську башточку з двома оглядовими приладами. Механік-водій, крім цього, мав оглядову щілину із захисним триплексним склом у верхньому лобовому листі корпусу.
Для зовнішнього зв'язку «Туран» устатковувався радіостанцією R/5a, яка встановлювалася біля робочого місця стрільця-радиста, спеціальних засобів внутрішнього зв'язку на танках не було. Командирські «Туран I P.K.» оснащувалися, крім неї, радіостанцією R/4T, яка розміщувалася в кормовій ніші башти.

### Двигун та трансмісія
«Туран» оснащувався V-подібним 8-циліндровим карбюраторним двигуном рідинного охолодження моделі Turan-Z виробництва фірми «Манфред Вейсс», що розвивав потужність 265 к. с. при 2200 об/хв. Двигун розташовувався в моторному відділенні танка уздовж його поздовжньої осі, а паливний бак, ємністю 265 літрів, було винесено в бойове відділення.
До складу трансмісії «Турана» входили:
- багатодисковий головний фрикціон сухого тертя;
- планетарна механічна коробка передач із заниженою передачею, що мала шість швидкостей вперед та назад;
- одноступінчатий планетарний механізм повороту;
- бортові гальма, що встановлювалися як на ведучих колесах, так і на лінивця;
- бортові передачі.

Керування коробкою передач, механізмом повороту та гальмами здійснювалося за допомогою пневматичних сервоприводів, продубльованих механічними, що полегшувало роботу механіка-водія.

### Ходова частина
Ходова частина «Турана» перейшла до нього з T-21 практично без змін і складалася по кожному борту з дев'яти здвоєних обрезиненних опорних котків малого діаметра, п'яти здвоєних обгумованих підтримуючих котків, зубчастого лінивця та розташованого в кормі танка ведучого колеса. З дев'яти опорних котків, вісім були зблоковані по чотири в двох візках. Кожні два котки об'єднувалися на кінцях балансирів, які в свою чергу кріпилися шарнірно на інших балансирах, зблокованих на шарнірах попарно за схемою «ножиці» з горизонтальною листовою ресорою як пружним елементом. Дев'ятий коток жорстко закріплювався між лінивцем та переднім візком підвіски, працюючи лише при подоланні танком вертикальних перешкод.

## Машини на базі «Турана»

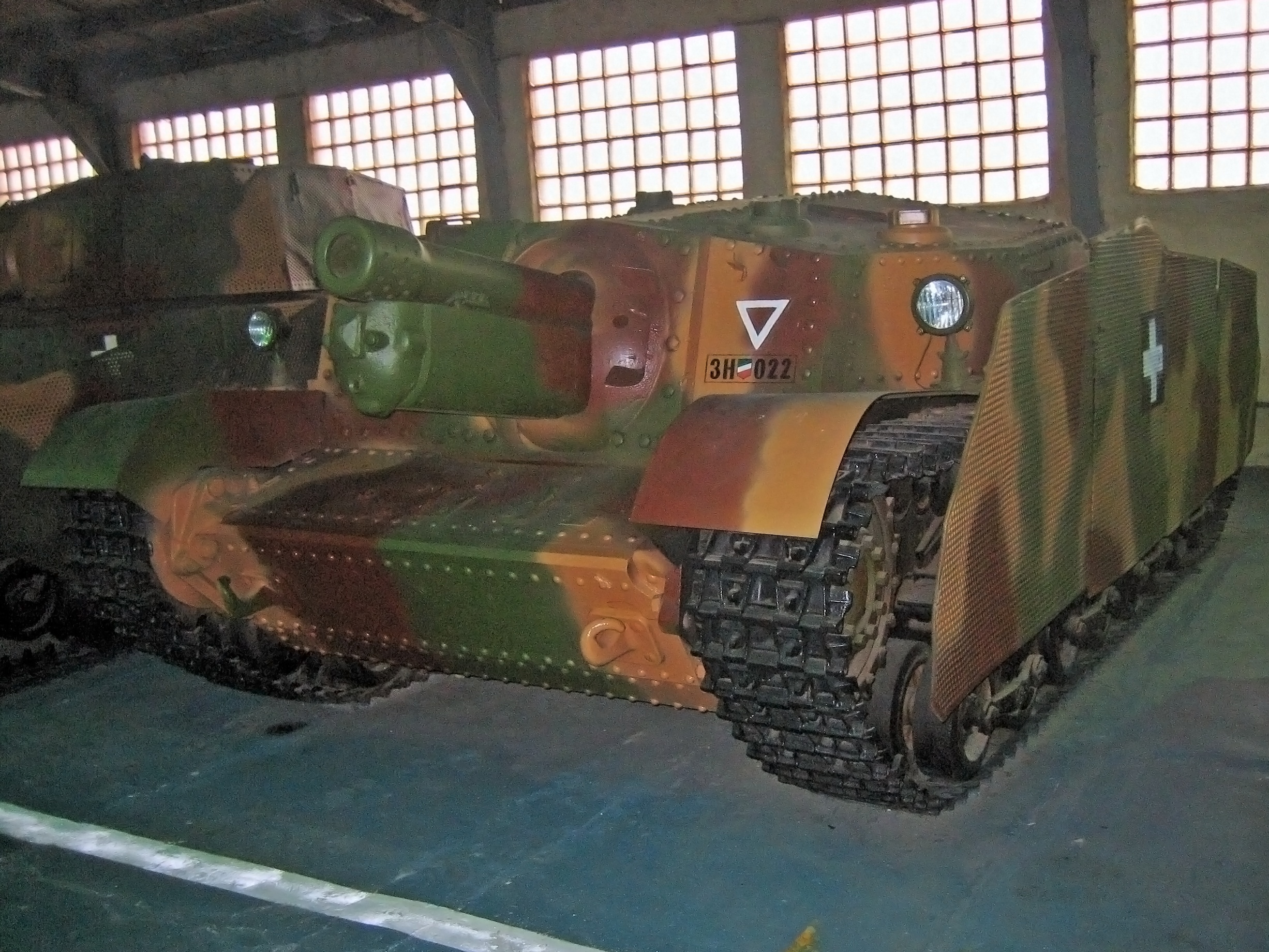
«Зріньї II» з бортовими екранами в експозиції Бронетанкового музею в Кубинці

40/43.M, «Зріньї II» (угор. Zrínyi II), часто позначається як «Зріньї II», — самохідна артилерійська установка (САУ) класу штурмових гармат. створена в 1942 р. на розширеному на 450 мм шасі «Турана» і була озброєна 105-мм гаубицею, в той час як бронювання лобу рубки САУ становило 75 мм. «Зріньї» вироблялася в порівняно малих кількостях — весь випуск в 1943–1944 роках склав 66 одиниць, але завдяки своїм високим тактико-технічним характеристиками вона, незважаючи на деяку відсталість конструкції, вважається найкращим зразком угорської бронетехніки періоду Другої світової війни. САУ використовувалися військами на Східному фронті та користувалися популярністю завдяки поєднанню потужної гармати та порівняно хорошого броньового захисту з низьким силуетом машини.
44.M, «Зріньї I» (угор. Zrínyi I). Оскільки 105-мм гаубиця не могла боротися з танками, була зроблена спроба переозброїти «Зріньї» 75-мм гарматою 43.M з довжиною ствола 43 калібри, тією ж, що повинна була встановлюватися на «Турані III». Прототип модифікованої САУ, відомої як «Зріньї I», був завершений у лютому 1944 року, за одними даними, далі його виготовлення справа не просунулася, за іншими ж — було вироблено чотири серійних машини, але так чи інакше, помітного впливу на хід бойових дій вони не зробили.

## Перебував на озброєнні
- Угорське королівство — за різними даними, від 424[1] до 459[2] танків.
- СРСР — 8 трофейних танків[15].

## Бойове застосування

### Угорська армія

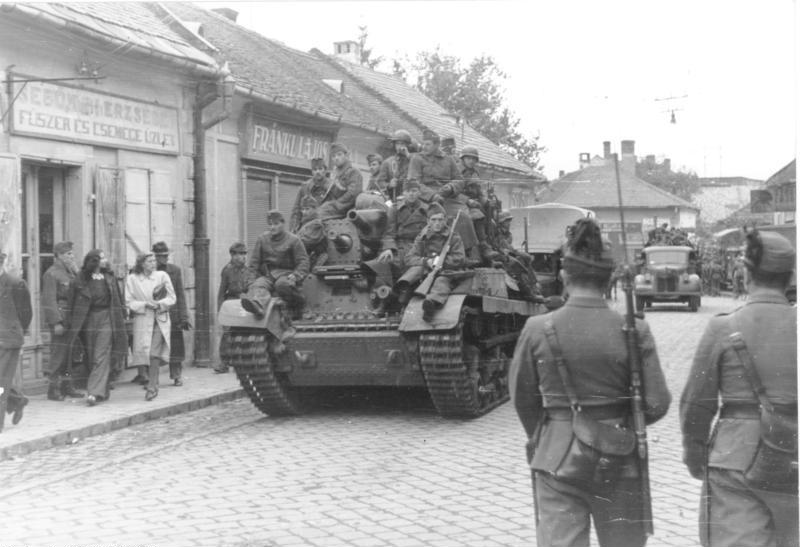
«Туран II», мабуть, 2-ї танкової дивізії, з піхотою на броні. Токай, відступ угорських військ в серпні 1944 року

Перші 12 серійних «Туранів» надійшли в танкову школу в Естерґомі у травні 1942 року. Незабаром нові танки почали надходити і в бойові частини, на озброєння 1-ї і 2-ї танкових і 1-ї кавалерійської дивізій. З травня 1943 р. у війська почали надходити і нові «Туран II». Крім танкових частин, деяка кількість танків надавалося і ротам САУ. На 30 жовтня 1943 року в військах налічувалося 242 танки «Туран» обох модифікацій: 61 у 1-му танковому полку 1-ї танкової дивізії, 120 в 3-му танковому полку 2-ї танкової дивізії, 56 у танковому батальйоні 1-ї кавалерійської дивізії; також 2 танки перебували в 1-й роті САУ і ще 3 використовувалися як навчальні у танковій школі.
На фронт «Туран» потрапили лише в квітні 1944 року, у складі 2-ї танкової дивізії, що мала 120 машин цього типу. Вперше в бій танки вступили 17 квітня при контратаці наступаючих радянських військ в напрямку від Солотвино на Коломию. У цьому ж бою «Туран» вперше зустрілися з Т-34-85 і, за угорським даними, знищили два з них вогнем 75-мм гармат, змусивши інші відступити. Застосування танків на лісистій та гористій місцевості успіху не принесло, і до 26 квітня угорські війська зупинили подальше просування, втративши під час операції 30 танків. Бої показали повну неефективність 40-мм гармати «Турана I» проти Т-34-85, значно краще показала себе 75-мм гармата «Турана II». У ході боїв, з 17 квітня по 13 травня, екіпажі «Туранів» 2-ї дивізії заявили про знищення 27 радянських танків, у тому числі кількох Т-34-85 і щонайменше одного «Шермана», майже всі з яких були підбиті 75-мм гарматами. Після цього дивізія брала участь у боях біля Станіслава в серпні — вересні того ж року. 5 — 8 вересня дивізія взяла участь у наступі на румунські позиції, під час якого, в танковому бою біля Торда, вона зазнала ще більш важкі втрати і 23 вересня була виведена в тил.
1-ша кавалерійська дивізія була відправлена на фронт у червні 1944 року, будучи надана групі армій «Центр». Літо дивізія провела в боях у східній Польщі, з боями відступаючи до Варшави, і заслужила найвищу оцінку німецького командування серед підрозділів європейських союзників Німеччини. Втративши всі свої танки під час відступу, у вересні була виведена в тил і вона. 1-ша танкова дивізія, маючи 124 «Турана», увійшла до складу 4-го корпусу та служила його основною ударною силою в наступі угорських військ 13 вересня 1944 р. в Трансільванії. Наступ, незабаром було припинено контратакою радянських військ, і дивізія почала поступовий відступ на територію Угорщини. У ході вересневих боїв танкісти 1-ї дивізії заявили знищення понад 30 танків противника, переважно Т-34-85.
На початок листопада 1944 р. наступаючі радянські війська досягли передмість Будапешта, і почалася оборона міста, у якій до відступаючої 1-ї танкової приєдналися 2-га танкова і 1-ша кавалерійська дивізії. 1-ша танкова дивізія билася в оточенні в самому місті, і останні її залишки були знищені або взяті в полон при спробі прориву 11 лютого 1945 року. 2-га танкова і 1-ша кавалерійська дивізії вели бої на північ від міста, поступово відступаючи на захід. Останньою операцією, в якій взяли участь як «Туран», так й інші угорські бронетанкові війська, стали бої біля озера Балатон в березні — квітні 1945 року, під час яких підрозділи вели бої в районі Вертеша, після чого останні що залишалися танки були захоплені РСЧА.

### РСЧА
Крім Угорщини, трофейні «Туран» використовувалися також радянськими військами. Вперше нові угорські танки були захоплені РСЧА при розгромі угорської 2-ї танкової дивізії в серпні 1944 року. Напередодні важких боїв в Карпатах було вирішено використовувати всю доступну бронетехніку, в тому числі захоплену угорську, яка була зведена в сформований 9 вересня 1944 р. окремий армійський батальйон трофейних танків, який налічував 8 «Туранів». Батальйон уперше вступив в бій 15 вересня у складі 18-ї армії, а з 13 листопада було надано 5-й окремій гвардійській танковій бригаді. Станом на 1 січня 1945 року в батальйоні все ще були 3 «Турана», але вони, як і інша трофейна угорська техніка, перебували в поганому технічному стані та вимагали ремонту. Крім цього, кілька кинутих угорськими військами на території Словаччини на початку 1945 року «Туранів» були захоплені Чехословаччиною та після війни використовувалися фірмою «Шкода» для різних експериментів.

## Оцінка машини
Загалом «Туран» створювався на основі чехословацької конструкції 1930-х років, і незважаючи на всі удосконалення, внесені до нього в Угорщині, такі як повноцінне протиснарядне бронювання та тримісна башта, що дозволяла звільнити командира танка від додаткових обов'язків та забезпечити йому гарний огляд поля бою за рахунок командирської башточки, танк все одно зберігав застарілу конструкцію корпусу та підвіски. «Туран» також був складний та дорогий у виробництві, а внаслідок як затримок з поставками креслень, так і внесених угорцями в конструкцію змін, освоєння у промисловості танка затяглося до 1942 року. Введення ж танка в бій затягнулося ще на два роки, а до 1944 р. танк, незважаючи на спроби модернізувати його, вже застарів.
«Туран» відрізнявся поєднанням прогресивних рішень, введених вже в Угорщині, таких як повне розділення функцій екіпажу за рахунок тримісної башти, радіофікація всіх танків, застосування сервоприводів для керування трансмісією, порівняно досконалі прицільно-спостережні прилади, що поставлялися з Німеччина, з успадкованими від T-21 застарілими — клепаною конструкцією корпусу та башти, більш складної у виробництві і менш снарядостійкою, ніж зварна, перехід до якої здійснювався в ті роки в танкобудуванні повсюдно, і застарілою, схожою до «Віккерса-шеститонного», конструкцією шасі, мало підходила для порівняно швидкісної машини.

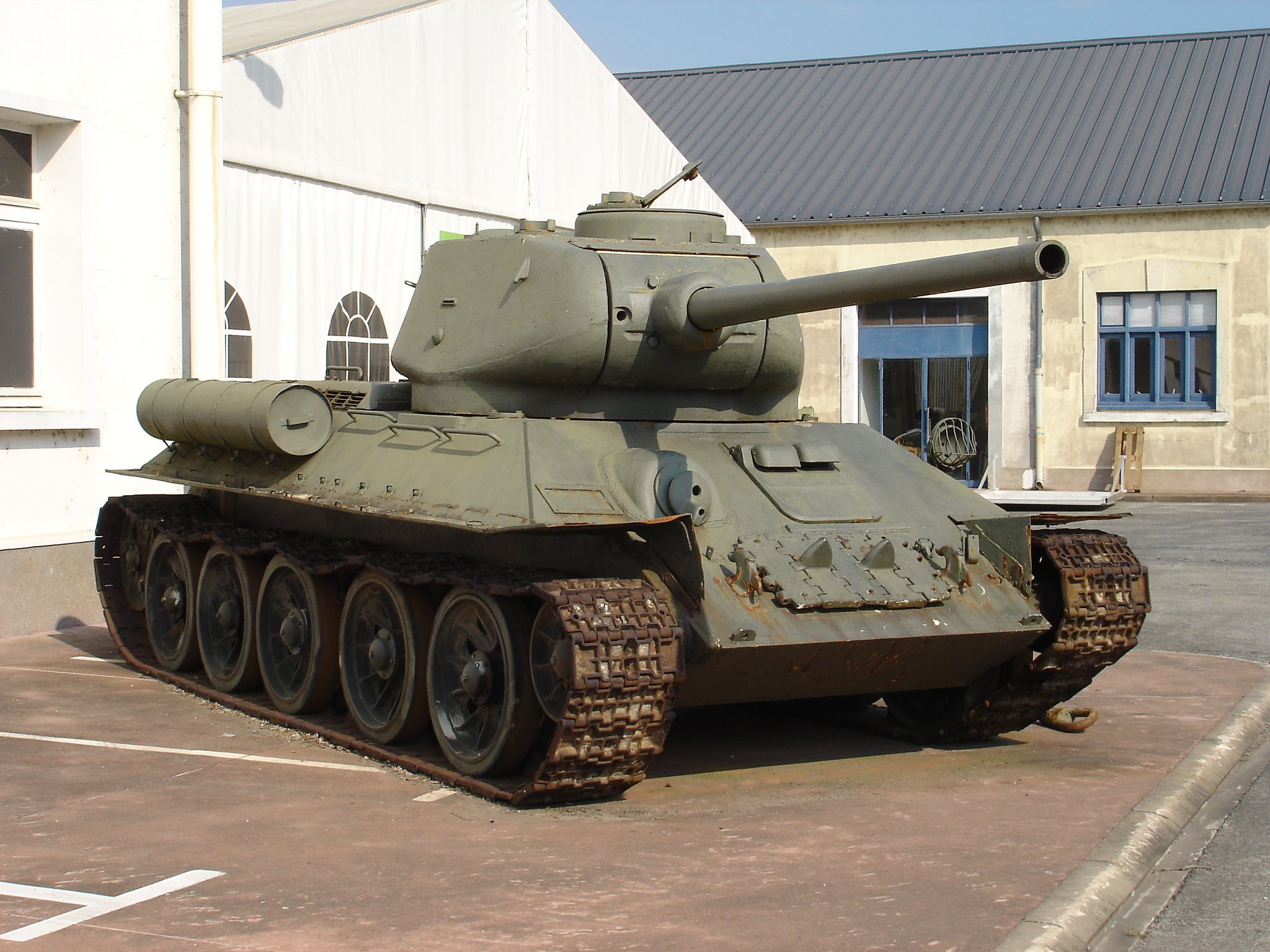
Т-34-85, Колишній основний противник «Турана» на полі бою

Головним недоліком «Турана» було його слабке озброєння. 40-мм гармата могла боротися лише з легкими радянськими танками, вже броню середнього Т-34 вона могла ефективно пробити лише в нижній частині бортів, і то лише на порівняно малих дистанціях. Лобова ж броня Т-34 і зовсім була для нього практично невразлива, за винятком шансів на вдале попадання в ослаблені місця з малих дистанцій. Порівняно невисокою була і осколкова дія 40-мм снаряда. Перехід на короткоствольну 75-мм гармату виправив становище лише частково, хоча, за угорським даними, вона була здатна підбити Т-34-85. Як говорилося в доповіді радянської комісії з трофейної угорської бронетехніки, «Туран» були найбільш придатні для підтримки піхоти, але малоефективні в боротьбі з танками. Разом з тим, як 40-мм, так і 75-мм їх гармати оцінювалися добре, як безвідмовні в роботі та високоточні. Лобове бронювання «Турана» було здатне захистити його лише від танкових або протитанкових гармат довоєнного покоління, що мали калібр не більше 45 мм, тоді як сучасні йому 57-мм і 76-мм гармати не відчували проблем з пробиттям його броні на дистанціях до 1000 метрів. Додатково знижувало його живучість клепане з'єднання деталей корпусу та башти, схильне при попаданні снаряда, навіть якщо той не пробивав броню, до відстрілу всередину танка заклепок, які могли вразити екіпаж та обладнання.
Таким чином, якщо в 1941–1942 роках «Туран» міг би достатньо ефективно боротися з радянськими танками, що мали в більшості своїй протикулеве бронювання та озброєння калібром не більше 45 мм, то до 1944 року, коли танк вперше з'явився на полі бою, його звичайними супротивниками стали Т-34 і нові Т-34-85, шансів в бою з якими у «Турана» було мало. У якійсь мірі врятувати ситуацію зміг би перехід на «Туран III», поєднання озброєння та броні якого зрівнювало шанси танка в бою хоча б з Т-34, але серійне виробництво цієї модифікації так і не було розпочато.

## Збережені екземпляри
Єдиний відомий екземпляр «Турана», що зберігся, — «Туран II» з номером 2H423, оснащений бортовими екранами, розташований у експозиції Бронетанкового музею в Кубинці в Росії.

## «Туран» в сувенірній та ігровій індустрії
Унаслідок порівняно малої популярності, особливо на Заході, «Туран» слабо відображений в цих областях. В відеоіграх «Туран» практично не зустрічається, за винятком користувальницьких модифікацій. Порівняно слабо представлений «Туран» і в модельній індустрії, лише окремими фірмами, такими як Botond або Colinec, малими серіями випускаються смоляні моделі різних модифікацій танка в масштабі 1:35, проте в силу технології виробництва такі моделі відрізняються високою, порівняно з традиційними пластиковими, ціною та складністю збірки.